# Государство Гусыло
Государство Гусыло (кит. трад. 唃厮啰国, тиб. ཙོང་ཁ།, Вайли tsong kha Цонгка) — государственное образование, существовавшее в XI—XII веках на территории современной китайской провинции Цинхай.

## История
Государство было создано в 1032 году вождём Гусыло, сумевшим объединить местные тибетские племена в конфедерацию. Практически сразу после создания государству пришлось вести борьбу с молодым государством тангутов Западное Ся.
Враждовавшая с Западным Ся империя Сун какое-то время поддерживала государство Гусыло в качестве врага своего врага. Однако в 1096 году в государстве Гусыло началась внутренняя смута, и в 1104 году государство Гусыло было захвачено тангутами. В 1116 году тангутов выбили оттуда сунские войска, а в 1134 году эти земли захватили чжурчжэни и включили их в состав империи Цзинь.